# 下郎 (映画)
『下郎』（げろう）は、1927年（昭和2年）製作・公開、伊藤大輔監督による日本の長篇劇映画である。サイレント映画、剣戟映画であり、時代劇の傾向映画とされる。第二次世界大戦後の1955年（昭和30年）、『下郎の首』（げろうのくび）のタイトルで伊藤がセルフリメイクしている。セルフリメイク版についても本稿で詳述する。

## 略歴・概要
『三遊れん新作落ばなし』（1891年）の編者・中村藤吉の原作を伊藤大輔が脚色、演出したのが本作である。1955年（昭和30年）のセルフリメイクでは、役名も脚本も一新している。
サイレントのオリジナル版の上映用プリントは、東京国立近代美術館フィルムセンターに所蔵されておらず、マツダ映画社も所蔵していない。リメイク版に関しては、東京国立近代美術館フィルムセンターに所有されている。

## スタッフ・作品データ
- 監督・脚本 - 伊藤大輔
- 原作 - 中村藤吉
- 撮影 - 唐沢弘光
- 製作 : 日活大将軍撮影所
- 上映時間（巻数 / メートル） : 77分[4]（7巻 / 2,121メートル）
- フォーマット : 白黒映画 - スタンダードサイズ（1.33:1） - サイレント映画
- 初回興行 : 神田・神田日活館 / 浅草・観音劇場

## キャスト
- 河部五郎 - 下郎・格平
- 久米譲 - 主人・助三郎
- 沢村春子 - 妾・お国
- 金子鉄郎 - 仇・兵馬

## 1955年版
『下郎の首』（げろうのくび）は、1955年（昭和30年）製作・公開、伊藤大輔監督による日本の長篇劇映画である。1927年（昭和2年）製作・公開のサイレント映画『下郎』のセルフリメイクである。

### スタッフ・作品データ
- 製作 - 津田勝二
- 監督・脚本 - 伊藤大輔
- 撮影 - 平野好美
- 照明 - 佐藤快哉
- 美術 - 松山崇
- 録音 - 根岸寿夫
- 編集 - 宮田味津三
- 音楽 - 深井史郎
- 助監督 - 山田達雄
- 製作 : 新東宝
- 上映時間 （巻数 / メートル） : 97分 （11巻 / 2,670メートル）
- フォーマット : 白黒映画 - スタンダードサイズ（1.37:1） - モノラル録音

### キャスト
- 田崎潤 - 下郎・納平
- 高田稔 - 主人・結城新兵衛
- 片山明彦 - 息子・新太郎
- 小沢栄 - 須藤巌雪
- 瑳峨三智子 - 妾・市
- 山本豊三 - 息子・静馬
- 岡譲司 - 門弟・溝呂木
- 高松政雄 - 同・片品
- 三井弘次 - 小屋者・壁勝
- 舟橋元 - 千石
- 丹波哲郎 - 石谷
- 鳥羽陽之助 - 丹波
- 浦辺粂子 - 雇婆・お角
- 市川正之助 - 小屋者・馬六
- 五月藤江 - 同・お花
- 井波静子 - 同・お歳
- 小森敏 - 一文字屋番頭・彦六
- 東京子 - 同・少女・お初
- 横山運平 - ゆうとや主人・嘉十
- 伊藤皇紀子 - 同・少女・つぎ
- 倉橋宏明 - 手代・六助
- 高堂国典 - 旅人・梅里軒
- 広瀬康治 - 同・重兵衛
- 水村民子 - お稲
- 武田正憲 - 小屋番弥陀七
- 沢村昌之助
- 築地博

## 註
1. ↑  三遊れん新作落ばなし、国立国会図書館、2010年1月14日閲覧。
2. 1 2  所蔵映画フィルム検索システム、東京国立近代美術館フィルムセンター、2010年1月14日閲覧。
3. ↑  主な所蔵リスト 劇映画＝邦画篇、マツダ映画社、2010年1月14日閲覧。
4. ↑  Film Calculator Archived 2008年12月4日, at the Wayback Machine.換算結果、コダック、2010年1月14日閲覧。